# 부여 무량사 오층석탑 출토 금동불상 일괄
부여 무량사 오층석탑 출토 금동불상 일괄(扶餘 無量寺 五層石塔 出土 金銅佛像 一括)은 서울특별시 종로구 불교중앙박물관에 있는 고려전기 및 조선 초기의 불상이다. 2020년 2월 27일 대한민국의 보물 제2060호로 지정되었다.

## 지정 사유
'부여 무량사 오층석탑 출토 금동불상 일괄(扶餘無量寺五層石塔出土金銅佛像一括)'은 무량사 오층석탑에 봉안됐던 금동보살좌상(1구)과 금동아미타여래삼존좌상(3구)로서, 1971년 8월 오층석탑 해체 수리 과정에서 발견되었다. 1구는 고려시대의 금동보살좌상이며, 3구는 조선 초기의 금동아미타여래삼존좌상이다. 금동아미타여래삼존좌상은 좌협시(左脇侍) 관음보살상과 우협시(右脇侍) 지장보살상으로 구성되어 있다.
무량사 오층석탑은 중량감 넘치는 형태미를 자랑하는 고려 전기에 제작된 석탑이다. 석탑의 해체과정에서 발견된 불상들은 고려 전기와 조선 초기에 제작된 상들로, 탑의 초창 및 중수 연대를 추정에 중요한 근거 자료를 제공해 준다.
3층 탑신에서 발견된 금동보살좌상은 발견지가 분명한 고려 전기 보살상으로, 자료의 한계로 인해 지금까지 연구가 미진한 고려 전‧중기 불교조각사 규명에 크게 기여할 작품이다. 1층 탑신에서 발견된 아미타여래삼존상은 고려 말 조선 초 유행한 관음(觀音)과 지장(地藏)으로 구성된 아미타여래 삼존 도상을 형성한 중요한 사례이다. 또한 이 삼존(三尊)은 조선 초기의 뚜렷한 양식적 특징을 갖추고 있어 이 시기 탑내 불상 봉안 신앙 및 불교조각사 연구에 귀중한 자료일 뿐만 아니라, 지금까지 발견된 탑 봉안 아미타여래삼존상 중 구성이 가장 완전하고, 규모도 크며 상태도 양호하다.
'부여 무량사 오층석탑 출토 금동불상 일괄'은 조성 배경을 알려 줄만한 기록과 명문이 없으나 발견지가 분명한 불상들이라는 점, 보존상태가 양호하고 조형적으로도 조각기법이 우수하다는 점, 당시 불교 신앙 형태의 일면을 밝혀준 준다는 점에서 역사적․학술적․예술적 의미가 크므로 보물지정가치가 충분하다.

## 같이 보기
- 부여 무량사 오층석탑 - 보물 제185호

## 참고 자료
- 부여 무량사 오층석탑 출토 금동불상 일괄 - 국가유산청 국가유산포털